# Braathens
Pour les articles homonymes, voir BRA.
Braathens (code AITA : BU, code OACI : BRA) était une compagnie aérienne norvégienne, filiale à 100 % de la Scandinavian Airlines System qui a cessé de fonctionner.
La compagnie Braathens fut fondée le 26 mars 1946, sous le nom de « Braathens S.A.F.E. » (c’est-à-dire : South American and Far East). Son fondateur, Ludvig G. Braathens (en), dirige la société  entre 1977 et 1989. Erik Braathens, fils de Ludvig G. Braathens, devient président à partir de 1989.

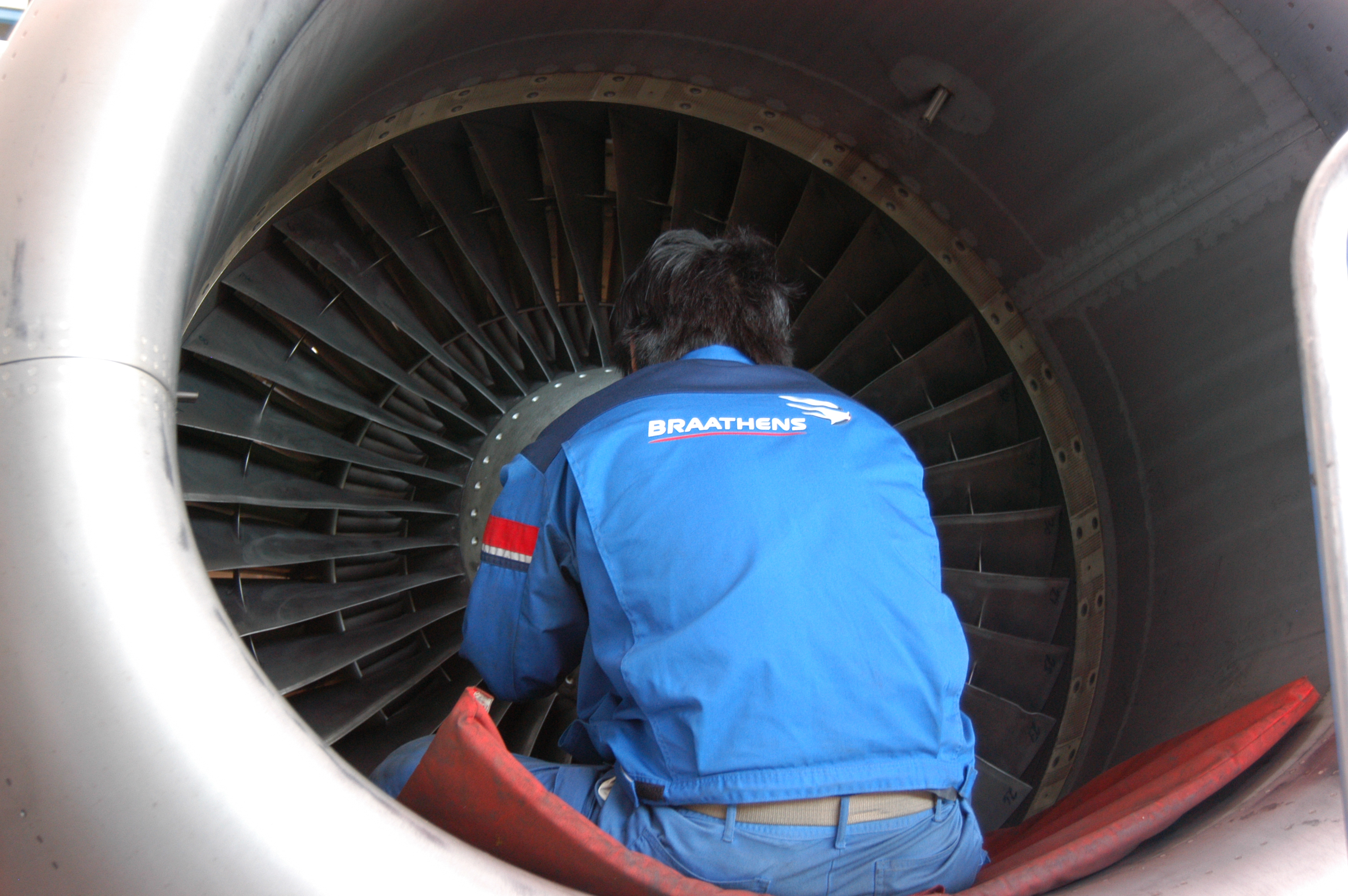
Employé de Braathens

Les premières liaisons aériennes de la compagnie concernent l’Amérique du Sud et l’Extrême-Orient. En 1951, la Scandinavian Airlines System obtient le monopole des vols partant de Scandinavie. En 1952, grâce à un accord avec Loftleiðir, compagnie aérienne islandaise, Braathens bénéficia d’une concession islandaise lui permettant de réaliser des liaisons vers les États-Unis, via l’Islande. En 1954, Braathens perd la concession de la route vers l’Extrême-Orient, et se tourne donc vers les vols intérieurs. En 1996, la société acquiert Transwede, puis Malmö Aviation en 1998. Cette même année, Braathens s’allie à Northwest Airlines et KLM. En 2001, la compagnie est rachetée par Scandinavian Airlines System. La famille Braathens possède encore Malmö Aviation, détaché de la société Braathens.
La flotte aérienne de SAS Braathens comprenait 18 avions, répartis ainsi : 3 Boeing 737-400, 6 Boeing 737-500, et 9 Boeing 737-700.